# センターコンソール

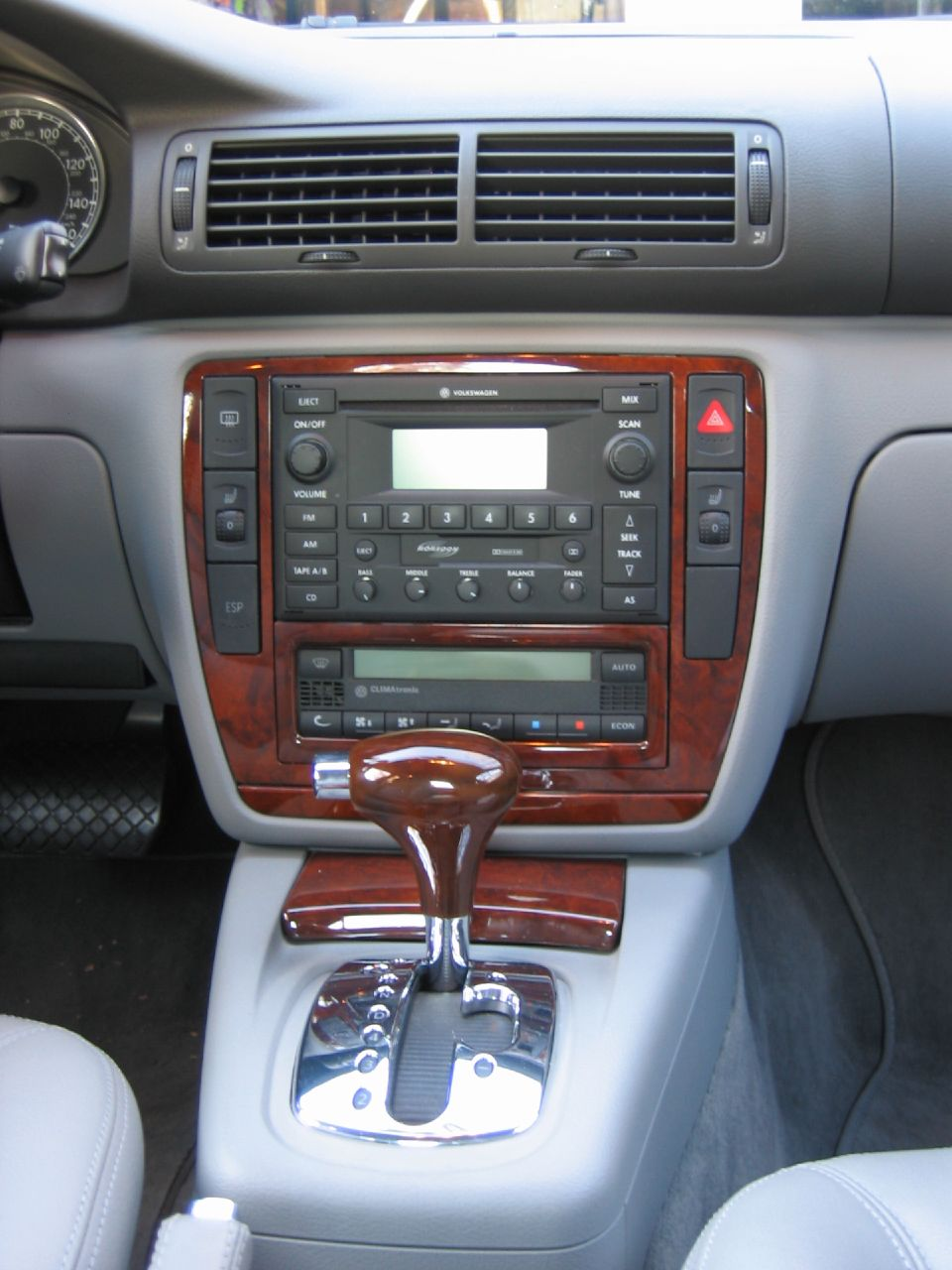
センターコンソール（フォルクスワーゲン・パサート）

センターコンソール（center console、または、centre console）は、自動車における内装の部位を示す用語である。本来ダッシュボード に比して運転席と助手席を隔てる部分を指すが、現代の乗用車においては意匠上の理由からセンターコンソールとダッシュボードの境界が曖昧、あるいは判別不可なものも存在し、その結果ダッシュボードの部位であってもセンターコンソールと呼称されることがある。